# Грызунов, Иван Васильевич
Ива́н Васи́льевич Грызуно́в (10 (22) апреля 1879, Москва — 29 октября 1919, Москва) — русский оперный и камерный певец (лирический баритон). Солист Товарищества русской частной оперы (1903—1904), Оперного театра Зимина (1907—1908; 1916—1917), Большого театра (1904—1908; 1909—1915). Один из лучших исполнителей партии Евгения Онегина в Большом театре.

## Биография
Иван Грызунов родился в 1879 году в Москве в семье крестьян, переселившихся в город из села Братовщина. Учился в Московском коммерческом училище, пел в церковном хоре — был солистом дискантов, затем регентом. Окончив училище, работал служащим в банке, участвовал в любительских концертах. В 1899—1904 годах брал уроки пения у К. И. Кржижановского.
Дебютом Грызунова стало исполнение партии Гарина в премьере оперы «Каморра» Э. Эспозито на сцене московского театра «Эрмитаж» 3 февраля 1903 года. Выступление имело успех, Грызунов был приглашён в частную оперу А. К. Бедлевича. В 1903—1904 годах выступал в спектаклях Товарищества русской частной оперы на сцене Театра Солодовникова. В декабре 1903 года, после выступления в благотворительном концерте в Большом театре Грызунов получил приглашение в труппу театра без дополнительного конкурса.
Работа в Большом театре началась с партии Евгения Онегина в опере П. И. Чайковского, первое выступление артиста в этой роли состоялось 10 сентября 1904 года. 11 января 1906 года Грызунов пел партию Герцога на премьере оперы С. Рахманинова «Скупой рыцарь» под управлением автора.

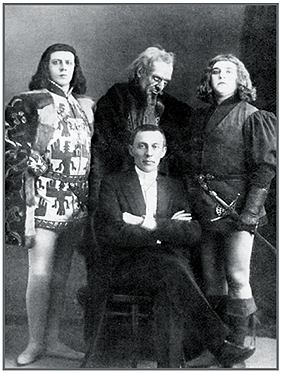
С. В. Рахманинов с группой исполнителей оперы «Скупой рыцарь» в Большом театре. Стоят: И. Грызунов (Герцог), Г. Бакланов (Барон), А. Боначич (Альбер). 1906

В 1907 году с большим успехом гастролировал в Италии, в театре Ла Скала. Сезон 1907/08 годов пел в Оперном театре Зимина, в 1908-м вернулся в Большой театр. В 1910 году компанией «Gramophone» были сделаны записи голоса артиста с оркестром под управлением Б. Зайдлера-Винклера.
Грызунов выступал в партиях не только лирического, но и драматического баритона, вёл активную концертную деятельность, в том числе благотворительную. Участвовал в концертах Кружка любителей русской музыки А. М. Керзина, Русского музыкального общества, «Исторических концертах» С. Н. Василенко, симфонических концертах под управлением С. А. Кусевицкого, А. Б. Хессина.
Перенагрузка повлекла упадок вокальной формы, в 1915 году из-за заболевания горла Грызунов оставил Большой театр. Эпизодически пел в Оперном театре Зимина и выступал в концертах до 1917 года.
И. Грызунов умер в 1919 году в Москве после неудачной операции.

## Творчество
Иван Грызунов был первым исполнителем ряда партий из репертуара лирического и драматического баритона. В начале певческой карьеры артист впервые исполнил партии Гарина («Каморра» Э. Эспозито), Герцога («Скупой рыцарь» С. В. Рахманинова), Франца («Судьба»), Дон Карлоса («Каменный гость» А. С. Даргомыжского в редакции Н. А. Римского-Корсакова).
За двенадцать лет работы в Большом театре артист исполнил более двадцати партий. В числе первых исполнений — Веденецкий гость («Садко» Н. А. Римского-Корсакова), Абубекер («Кавказский пленник» Ц. Кюи), Барнаба («Джоконда» А. Понкьелли); Альберт («Вертер» Ж. Массне).
Лучшими его работами считаются партии Веденецкого гостя («Садко») и Мизгиря («Снегурочка» Н. А. Римского-Корсакова), Елецкого («Пиковая дама» П. И. Чайковского), Невера («Гугеноты» Дж. Мейербера), Валентина («Фауст» Ш. Гуно), Эскамильо («Кармен» Ж. Бизе), Жермона («Травиата» Дж. Верди), Вольфрама («Тангейзер» Р. Вагнера), Демона в одноименной опере А. Рубинштейна, Евгения Онегина в опере П. И. Чайковского.

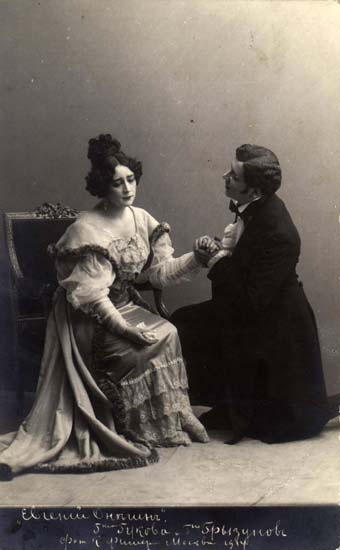
И. Грызунов и М. Гукова в сцене из оперы «Евгений Онегин». Москва. 1914. Фотография К. А. Фишера

По оценкам музыковедов, «украшением репертуара» Грызунова стала партия Онегина, в которой артист был «достойным наследником лучших исполнителей предыдущего поколения П. Хохлова и Л. Яковлева». «Музыкальная энциклопедия» называет Грызунова лучшим Онегиным после первого исполнителя этой партии П. Хохлова. Сложившийся на сцене Большого театра в 1900-е годы исполнительский ансамбль — И. Грызунов (Онегин), Л. Собинов (Ленский) и М. Гукова (Татьяна) — критика и современники считали «безупречно соответствовавшим образам оперы Чайковского».
Певец и режиссёр В. П. Шкафер писал:

В опере «Евгений Онегин» Собинов и Грызунов олицетворяли собой, в полной гармонии, пушкинских героев. На оперных сценах мне не приходилось видеть более удачного созвучия, столь тонкого, музыкально и художественно очерченного исполнения…
Грызунов пел под управлением дирижёров У. И. Авранека, И. К. Альтани, Э. А. Купера, А. Никиша, А. М. Пазовского, С. В. Рахманинова, В. И. Сука.
Партнёрами артиста по сцене были И. Алчевский, Л. Балановская, Н. Кошиц, А. Нежданова, В. Петров, Л. Собинов, Ф. Шаляпин и другие.
В концертном репертуаре певца были романсы М. И. Глинки, А. С. Даргомыжского, М. Мусоргского, М. А. Балакирева, Н. А. Римского-Корсакова, Ц. А. Кюи, А. Г. Рубинштейна, Н. Н. Черепнина, особенной проникновенностью было отмечено исполнение романсов П. И. Чайковского и С. Рахманинова.

## Оценки
Компонентами успеха Грызунова музыковеды называют «исключительно благодарную сценическую внешность», «лёгкость и пластичность вокализации, чёткую и продуманную фразировку, выразительную координацию тембров, которой певец, наделённый от природы не очень интересным по окраске голосом, пользовался с огромным мастерством». По оценке певца и музыковеда С. Ю. Левика, несмотря на тембральную бледность и «горловой оттенок» голоса, Грызунов был артистом «высоко художественного интеллекта».
В качестве художественных особенностей творчества Ивана Грызунова «Музыкальная энциклопедия» отмечает присущие артисту выразительность исполнения, особое чувство стиля, мастерство перевоплощения, сценическое обаяние.

## Оперные партии
- Гарин («Каморра» Э. Эспозито)
- Герцог («Скупой рыцарь» С. В. Рахманинова)
- Франц («Судьба»)
- Дон Карлос («Каменный гость» А. С. Даргомыжского в редакции Н. А. Римского-Корсакова)
- Веденецкий гость («Садко» Н. А. Римского-Корсакова)
- Абубекер («Кавказский пленник» Ц. Кюи)
- Барнаба («Джоконда» А. Понкьелли)
- Альберт («Вертер» Ж. Массне).
- Мизгирь («Снегурочка» Н. А. Римского-Корсакова)
- Елецкий, Томский («Пиковая дама» П. И. Чайковского)
- Невер, Марсель («Гугеноты» Дж. Мейербера)
- Валентин («Фауст» Ш. Гуно)
- Эскамильо («Кармен» Ж. Бизе)
- Жермон («Травиата» Дж. Верди)
- Вольфрам («Тангейзер» Р. Вагнера)
- Демон («Демон» А. Рубинштейна)
- Евгений Онегин («Евгений Онегин» П. И. Чайковского)
- Роберт («Иоланта» П. И. Чайковского)
- Князь Игорь («Князь Игорь» А. П. Бородина)
- Дон Жуан («Дон Жуан» В.-А. Моцарта)
- Фредерик («Лакме» Л. Делиба)
- Януш («Галька[англ.]» С. Монюшко)
- Меркуцио («Ромео и Джульетта» Ш. Гуно)[1][4]

## Наследие

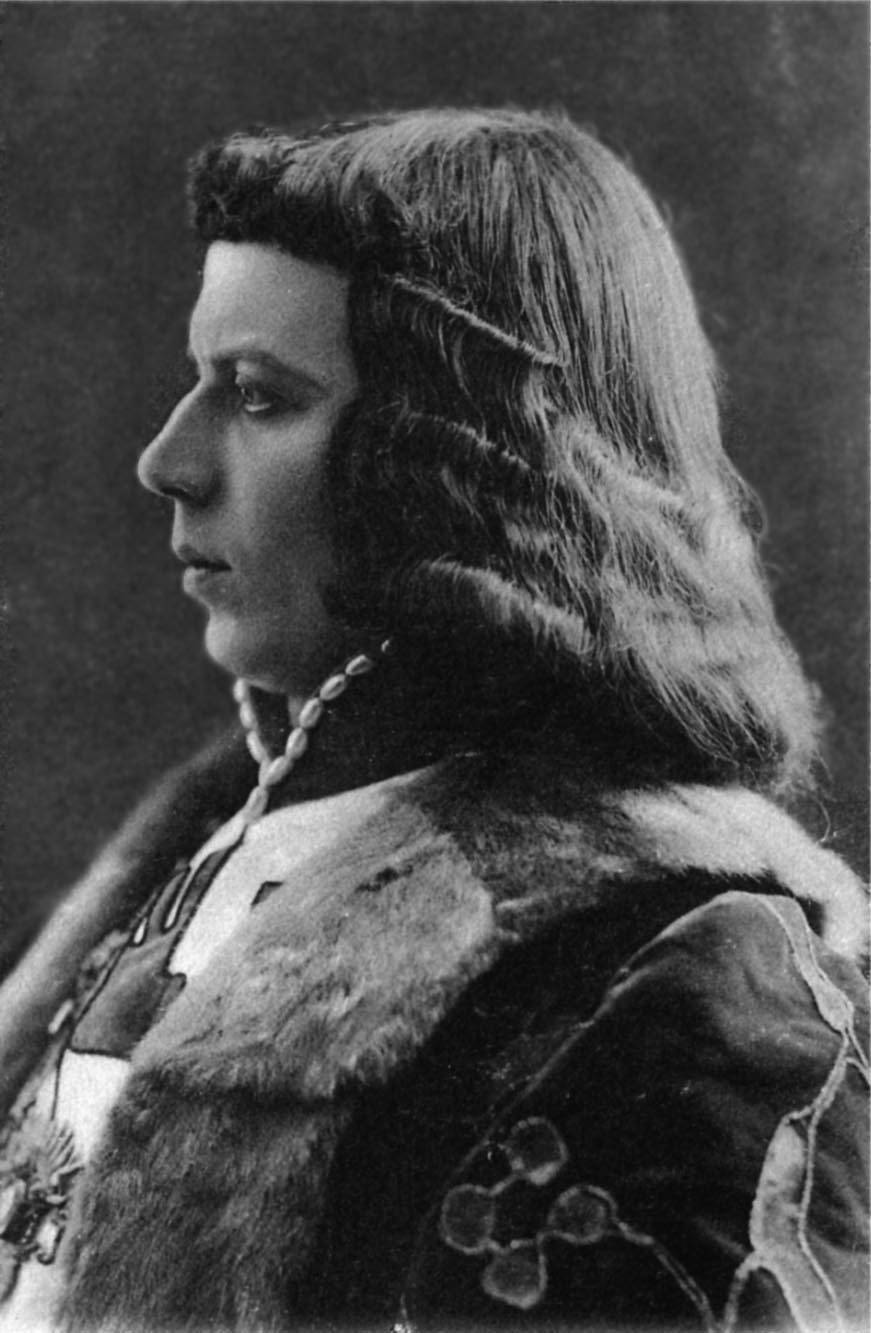
В роли Герцога в опере С. Рахманинова «Скупой рыцарь». Москва. 1906

Архив И. В. Грызунова находится в РГАЛИ. В составе архива — ноты романсов и песен с пометами артиста, газетные вырезки с отзывами о его выступлениях, афиши и программы концертов с его участием, фотографии в ролях и вне сцены (в том числе в группе с С. В. Рахманиновым и исполнителями оперы «Скупой рыцарь»), ноты с дарственными надписями Л. В. Николаева, А. И. Юрасовского, фотография С. П. Юдина с дарственной надписью Грызунову и другие материалы, связанные с артистической деятельностью певца, а также его сына, артиста Малого театра В. И. Грызунова.
В 1964 году отреставрированные архивные записи с голосом И. Грызунова, сделанные в 1910 году компанией «Gramophone», были переизданы фирмой «Мелодия» в серии пластинок «Выдающиеся русские певцы прошлого», в 1984-м — в серии «Из сокровищницы мирового исполнительского искусства» (в составе диска записи голосов исполнителей из плеяды русских певцов-актёров начала XX века — Г. Пирогова, Л. Балановской, А. Боначича).

## Комментарии
1. ↑  По др. сведениям, у Р. В. Василевского[4].
2. ↑  РГАЛИ. Ф. 1967. — 21 ед. хр.[14]

### Энциклопедии, справочники
- Н. Каз. Грызунов, Иван Васильевич // Театральная энциклопедия / гл. ред. П. А. Марков. — М. : Сов. энциклопедия, 1963. — Т. 2. — 1216 стб.
- Яковлев M. M. Грызунов  Иван Васильевич // Гондольера — Корсов. — М. : Советская энциклопедия : Советский композитор, 1974. — (Энциклопедии. Словари. Справочники : Музыкальная энциклопедия : [в 6 т.] / гл. ред. Ю. В. Келдыш ; 1973—1982, т. 2).
- Грызунов  Иван Васильевич // Музыкальный энциклопедический словарь / гл. ред. Г. В. Келдыш. — М.: Сов.  энциклопедия, 1990. — С. 154. — 150 000 экз. — ISBN 5-85270-033-9.
- Центральный государственный архив литературы и искусства СССР. Путеводитель. Искусство / отв. ред. тома Ю. А. Дмитриев ; Главное архивное управление. — М., 1959. — С. 68. — 445 с. — 5000 экз.

### Книги
- Марков П. А. Режиссура Вл. И. Немировича-Данченко в музыкальном театре. — М.: Всерос. театральное о-во, 1960. — 408 с.
- Грошева Е. А. Большой театр Союза ССР. — М.: Музыка, 1978. — 394 с.
- Яковлев В. Избранные труды о музыке: Музыкальная культура Москвы / Василий Яковлев. — М.: Музыка, 1983.
- Зарубин В. И. Большой театр: первые постановки опер на русской сцене, 1825—1993. — М.: Эллис Лак, 1994. — 319 с.
- Голубин Г. В. Р. Петров, Д. Х. Южин, И. В. Грызунов // Корифеи русской оперной сцены. На волнах радиопередач / Геннадий Голубин. — М. : Сигма-пресс, 2013. — ISBN 978-5-88230-296-1.